# Hirschberg (Fränkische Alb)
Der Hirschberg ist ein 528,8 m ü. NHN hoher, bewaldeter Berg des Mittelgebirges Fränkische Alb im mittelfränkischen Landkreis Weißenburg-Gunzenhausen.

## Geographie

### Lage
Der bewaldete Hirschberg liegt zwischen den Orten Möhren und Haag, südwestlich von Treuchtlingen und südlich des Hahnenkamms nahe der Grenze zwischen den Gemeinden Treuchtlingen und Langenaltheim. Unweit westlich liegt das Waldgebiet Grottenhof. Der Möhrenbach, ein Zufluss der Altmühl, fließt westlich und nördlich am Berg vorbei. Unweit nördlich liegen der Lämmerberg und der Lenzbühel, im Nordosten der Mühlberg. Östlich des Hirschbergs liegt der Ort Haag bei Treuchtlingen. Der Berg liegt inmitten des Naturparks Altmühltal in einem Landschaftsschutzgebiet.

### Naturräumliche Zuordnung
Der Hirschberg gehört in der naturräumlichen Haupteinheitengruppe Fränkische Alb (Nr. 08), in der Haupteinheit Südliche Frankenalb (082) und in der Untereinheit Altmühlalb (082.2) zum Naturraum der Obere Altmühlalb (082.22).